# Guettarda barahonensis
Guettarda barahonensis är en måreväxtart som beskrevs av Ignatz Urban. Guettarda barahonensis ingår i släktet Guettarda och familjen måreväxter. Inga underarter finns listade i Catalogue of Life.